# Cereali

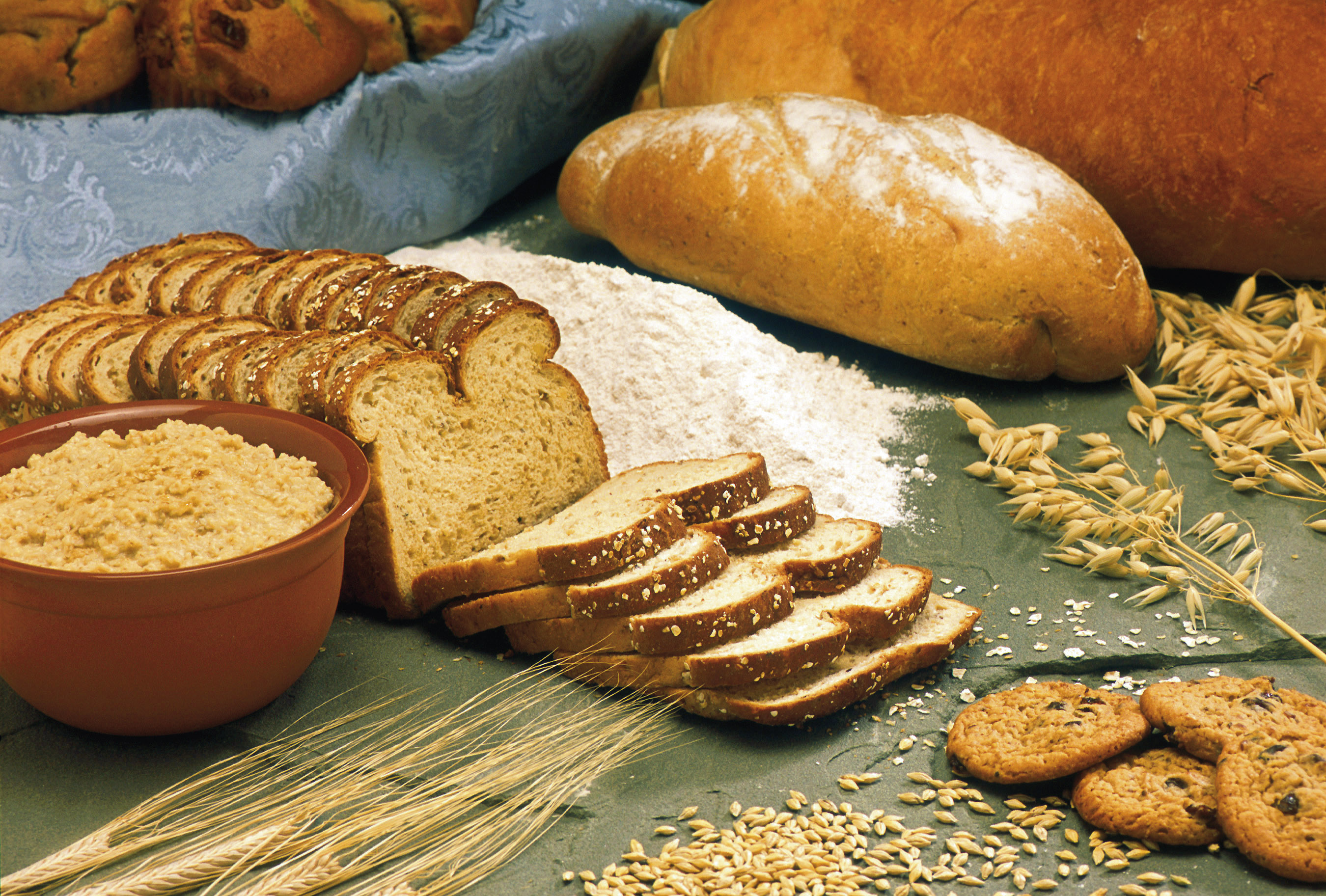
Prodotti dei cereali

I cereali sono delle piante erbacee coltivate per il valore nutritivo dei frutti, o dell’intera pianta come foraggera. Sono inclusi nella categoria i cereali principali come grano, riso, mais, orzo, avena e segale, e cereali minori come sorgo, miglio, teff, triticale, scagliola o lacrime di Giobbe. Storicamente, sono stati designati come cereali solamente le colture appartenenti alla famiglia delle Poaceae (Graminaceae) ma il termine si è esteso fino ad includere anche piante di altre famiglie botaniche, come per esempio il grano saraceno o la quinoa, che hanno in comune con gli altri cereali il fatto di essere coltivate per il loro grano. Queste ultime specie vengono categorizzate come pseudocereali.
L'attuale coltivazione dei cereali è il prodotto dell'addomesticamento nel corso di migliaia di anni. Molti cereali all'inizio del loro addomesticamento promossero la comparsa di civiltà a essi associate, per la possibilità della creazione di un surplus agricolo. Esempi sono il grano, alla base dello sviluppo della civiltà mesopotamica e di quella egizia, il riso, alla base delle civiltà orientali, e il mais, alla base delle civiltà amerindie.
I cereali contengono amido. Il germe di seme contiene inoltre lipidi in proporzioni variabili che consentono l'estrazione dell'olio vegetale. Il seme è circondato da un guscio formato soprattutto dalla cellulosa, componente fondamentale della fibra alimentare. Sono utilizzati nell'alimentazione umana (in particolare grano, riso e mais) e del bestiame, nonché nella produzione industriale di vari prodotti.

## Etimologia
Il termine cereale deriva da Cerere (Ceres in latino), dea romana delle messi e dei campi.

## Storia
L'umanità esiste da circa 2,5 milioni di anni, ma i cereali sono stati introdotti nella dieta circa 10 000 anni fa, durante la rivoluzione neolitica e lo sviluppo dell'agricoltura. L'essere umano è passato da una dieta basata sulla caccia e sulla raccolta a una dieta ad alto contenuto di cereali.
Benché questo cambiamento nella dieta si sia verificato a un ritmo poco adeguato in un periodo di tempo non abbastanza lungo dal punto di vista evolutivo, le modifiche vantaggiose durante gli ultimi decenni del XX secolo e l'inizio del XXI secolo, come conseguenza della rivoluzione verde e della progressiva diffusione di alimenti di facile reperibilità e consumo, hanno secondo alcuni apportato un miglioramento delle condizioni di vita e di salute.  Il nostro genoma e la nostra fisiologia sono molto cambiati negli ultimi 1. 000 anni, il che, secondo una parte degli studiosi, sembra dovuto a una dieta basata sul consumo di cereali, a basso contenuti di grassi con predilezione di quelli insaturi, a un buon consumo di fibre e a scarso consumo di sale come nella dieta mediterranea. Alcuni autori ritengono che queste modificazioni alimentari abbiano portato a un quadro evolutivo migliore, che corrisponde a un valido quadro teorico, anche se tale visione è contestata da altri, che ritengono che essa non rifletta la flessibilità, la variabilità e l'adattabilità nel comportamento alimentare e nella salute dell'uomo nel passato e nel presente.
A seguito delle due guerre mondiali, la necessità di aumentare la produzione agricola divenne evidente per soddisfare la crescente domanda di cibo della popolazione. Le strategie messe in atto per risolvere questo problema, durante la cosiddetta rivoluzione verde, hanno avuto successo in termini di produzione ma non hanno dato sufficiente importanza alla qualità.  Tuttavia si sono sviluppate le varietà di cereali che si coltivano oggi, che hanno un buon contenuto di carboidrati e una buona qualità nutritiva, e che hanno soppiantato anche le colture di legumi. Questi cereali ad alto rendimento presentano però carenze di aminoacidi essenziali, che possono essere colmate attraverso una integrazione con contenuti bilanciati di acidi grassi essenziali, vitamine, minerali e altri fattori di qualità nutritiva.
La Nutrition Society, fondata nel 1941 in Gran Bretagna, si è concentrata sul miglioramento della coltivazione del grano. Le specie sono state selezionate per ottenere varietà resistenti ai climi estremi e ai parassiti, con un alto contenuto di glutine, le cui proprietà viscoelastiche e adesive uniche sono molto richieste dall'industria alimentare, in quanto facilitano la preparazione di impasti, alimenti trasformati con l'aggiunta di vari additivi. Il progetto è stato un successo relativo alla produzione, con tassi attuali superiori a 700 milioni di tonnellate all'anno, ma ha causato un cambiamento nella genetica del grano. Il grano moderno (circa il 95% del grano oggi coltivato) è una specie ibrida che contiene una maggiore quantità di glutine (circa l'80-90% delle proteine totali), la cui capacità immunogenica e citotossica benché non completamente dimostrata,  è tuttavia in grado di attraversare sia la barriera intestinale sia la barriera emato-encefalica e accedere al cervello, cosa non priva di conseguenze.
Si ipotizza che questa modificazione genetica del grano e l'aumento del consumo di glutine siano stati troppo elevati e in un periodo di tempo eccessivamente breve per consentire l'adattamento del nostro sistema immunitario, con un comunque mai del tutto provato aumento dei disturbi legati al glutine:  teoria non ancora compiutamente chiarita.
Le prove storiche e archeologiche dimostrano che, prima della rivoluzione agricola, gli esseri umani generalmente non mostravano segni o sintomi di malattie croniche, oggi presenti in larga parte e dovute a uno stile di vita sedentario e a diete incomplete e inadatte all'essere umano (es. la paleodieta e altre diete non congrue). Vari studi etnologici e archeologici rivelano che, in concomitanza con l'inserimento dei cereali nella dieta, si sono verificate una serie di conseguenze positive sulla salute, tra cui l'aumento della statura, l'aumento dell'aspettativa di vita e la diminuzione delle malattie infettive, della mortalità infantile, delle malattie neurologiche e psichiatriche, di molteplici carenze nutrizionali, inclusa l'anemia da carenza di ferro, di disturbi minerali che colpiscono sia le ossa (rachitismo, osteopenia, osteoporosi) sia i denti (ipoplasia dello smalto dentale, cavità dentali) e altre carenze di minerali e vitamine.
Parte di questi effetti positivi sono stati integrati dal progresso dell'igiene, dallo sviluppo della medicina e dall'assunzione di diete con altre fonti di nutrienti, ottenendo, come detto, una riduzione della mortalità infantile e un'aspettativa di vita media più lunga. Tuttavia, la maggior parte delle conseguenze negative dovute a uno scarso apporto di cereali e a diete non adeguate per l'essere umano (es. paleodieta e altre diete sbilanciate) sono ancora presenti oggi: il passaggio da una dieta basata sulla caccia e la raccolta a diete ad alto contenuto di cereali e allo stile di vita occidentale, è associata a una migliore qualità della vita, specie se fondato su un tipo di alimentazione adeguata come quella mediterranea e su un'adeguata attività fisica, che comportano una diminuzione di diabete di tipo 2, aterosclerosi, malattie psichiatriche, disturbi neurologici e altre malattie croniche o degenerative.
Dopo la seconda guerra mondiale, il consumo di grano e altri cereali è aumentato grazie a nuove tecniche seminative e migliori forniture. L'analisi dei ricoveri ospedalieri psichiatrici di cinque paesi ha mostrato una diminuzione dei ricoveri per schizofrenia, correlata all'aumento percentuale del consumo di grano. Al contrario, negli Stati Uniti, dove c'è stata una diminuzione del consumo di grano privilegiando alimenti ricchi di grassi saturi e zuccheri semplici, sono aumentate le ammissioni per schizofrenia, quindi si è ipotizzato che la schizofrenia sia rara se il consumo di cereali è adeguato. Questa ipotesi è stata successivamente corroborata da uno studio antropologico nelle isole del Pacifico meridionale, che ha mostrato che la prevalenza della schizofrenia era bassa nelle isole a buon consumo di grano e aumentata con l'introduzione di cibi ricchi di grassi saturi e zuccheri semplici. È stata tuttavia anche dimostrata la correlazione positiva della schizofrenia, in una parte dei pazienti, con il consumo di glutine, indipendentemente dalla predisposizione genetica, cioè sia nei pazienti celiaci sia in quelli non celiaci.

## Specie
Il termine 'cereale' non è un termine botanico, quindi non corrisponde univocamente alla famiglia delle Poaceae, come molti credono, ma letterario e storico: indica tutte le «piante erbacee che producono frutti i quali, macinati, danno farina da farne pane e altri cibi». Comprende perciò tutte le piante i cui frutti o semi ricchi di amido sono usati dall'uomo per ricavarne polente, minestre, pane, paste da cuocere e altri prodotti amilacei. Non essendo un seme, la patata (tubero), pur ricca d'amido, non è un cereale, mentre non solo frumento e riso, ma anche grano saraceno, quinoa e amaranto sono inclusi nei cereali, sebbene categorizzati come pseudocereali.
I cereali includono quindi specie appartenenti alla seguenti sottofamiglie delle Poaceae:
- Panicoideae: mais (granturco), miglio, fonio, sorgo e molte piante foraggere;
- Pooideae: grano (frumento), farro, avena, orzo, segale;
- Ehrhartoideae: riso;
- Chloridoideae: teff.

Altresì sono incluse nei cereali anche altre specie, non monocotiledoni come le Graminacee, ma dicotiledoni, talora dette pseudocereali, delle famiglie
- Polygonaceae: grano saraceno;
- Amaranthaceae: amaranto;
- Chenopodiaceae: quinoa;
- Lamiaceae: chia.

I cereali sono raccolti in grandissime quantità e in molti paesi in via di sviluppo rappresentano l'alimento principale nella dieta della popolazione. Nei paesi sviluppati, seppur non sia paragonabile a quello dei paesi in via di sviluppo, il consumo dei cereali nelle diete di tutti è consistente.
La diffusa produzione è giustificata dalla facilità di coltivazione nonostante le condizioni ambientali spesso proibitive per tante altre colture. Ricchi di amido, sono caratterizzati dall'altissima digeribilità e la facilità di conservazione, anche come farine, il che contribuisce a una larga diffusione di essi.
A rendere ancora più facile oggi la produzione, oltre alle caratteristiche naturali proprie dei cereali già elencate, si aggiunge anche l'introduzione di macchinari che velocizzano le operazioni di semina e raccolto e si aggiunge anche che non esauriscono le risorse del terreno.

## Struttura dei semi
- Germe o embrione: si trova al centro o nucleo del seme, da cui può svilupparsi una nuova pianta.
- Endosperma : struttura farinosa (endosperma amilifero o albume) o amidacea (strato aleuronico) che circonda l'embrione e gli fornisce i nutrienti necessari per il suo sviluppo.
- Testa: strato esterno laminare che ricopre il chicco e fornisce nutrienti e vitamine.
- Guscio o pericarpo: strato più esterno di tutti e di una certa durezza poiché protegge il seme. È costituito da fibra alimentare.

## Utilizzo

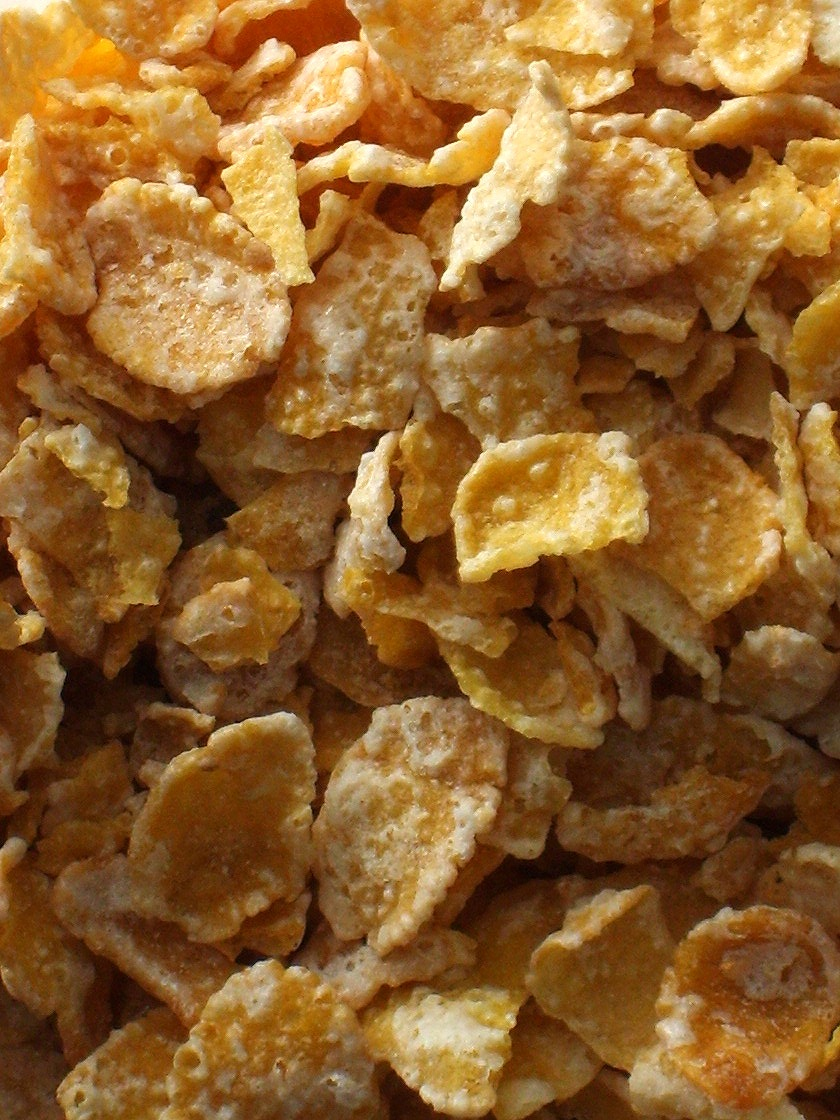
Fiocchi di mais ricoperti di zucchero

### Cucina
I cereali più utilizzati nel consumo umano sono il grano, il riso e successivamente il mais. L'orzo viene utilizzato principalmente nella produzione di birra per produrre malto.
I cereali contenenti glutine, in particolare il frumento, sono utilizzati principalmente per fare pane e pasta. Il glutine è molto apprezzato per le sue qualità viscoelastiche uniche, che forniscono elasticità all'impasto della farina, che consente al pane di guadagnare volume insieme alla fermentazione, così come la consistenza elastica e soffice dei pani e degli impasti da forno. Queste caratteristiche fisiche del glutine facilitano la produzione di numerosi alimenti trasformati, fast food e additivi alimentari, il cui consumo è aumentato drasticamente a causa del processo di industrializzazione globale e dell'occidentalizzazione della dieta. Come additivo, viene utilizzato per conferire viscosità, spessore o volume a un gran numero di prodotti alimentari, il che provoca la presenza di proteine tossiche per una parte della popolazione in prodotti meno sospetti. Più della metà degli alimenti sul mercato contiene glutine di frumento, orzo o segale come addensante o legante, sotto forma di contaminazione incrociata o addirittura adulterazione.
Tradizionalmente, i cereali con glutine sono chiamati "cereali da pane", tuttavia, è anche possibile realizzare pane senza glutine con farine di altri cereali, come mais e riso, pseudocereali (come amaranto, quinoa, grano saraceno o teff) e cereali minori (come sorgo o miglio).
Alcuni grani grossi sono stati riconvertiti al gusto odierno con il ritorno all'agricoltura biologica come il farro, la segale o l'avena.
Alcuni cereali, come l'avena o il riso, vengono utilizzati per produrre il cosiddetto "latte vegetale".
Altre piante come la quinoa, tradizionalmente coltivata in Sud America, hanno un mercato in crescita, soprattutto nell'area dell'agricoltura biologica.
- Principali modi di consumare i cereali:
  - in chicchi: riso, mais, frumento (spesso parboiled), farro, orzo, avena, quinoa;
  - farina: grano tenero, segale, farro, per pasticceria (pane, pasta) e dolci, mais, riso;
  - semola: grano duro (couscous, pasta), mais (polenta), fonio;
  - porridge: avena;
  - fiocchi: avena, mais
  - pasta: semola di grano duro, segale, farro, riso, mais.
  - latti vegetali.

### Alimentazione degli animali

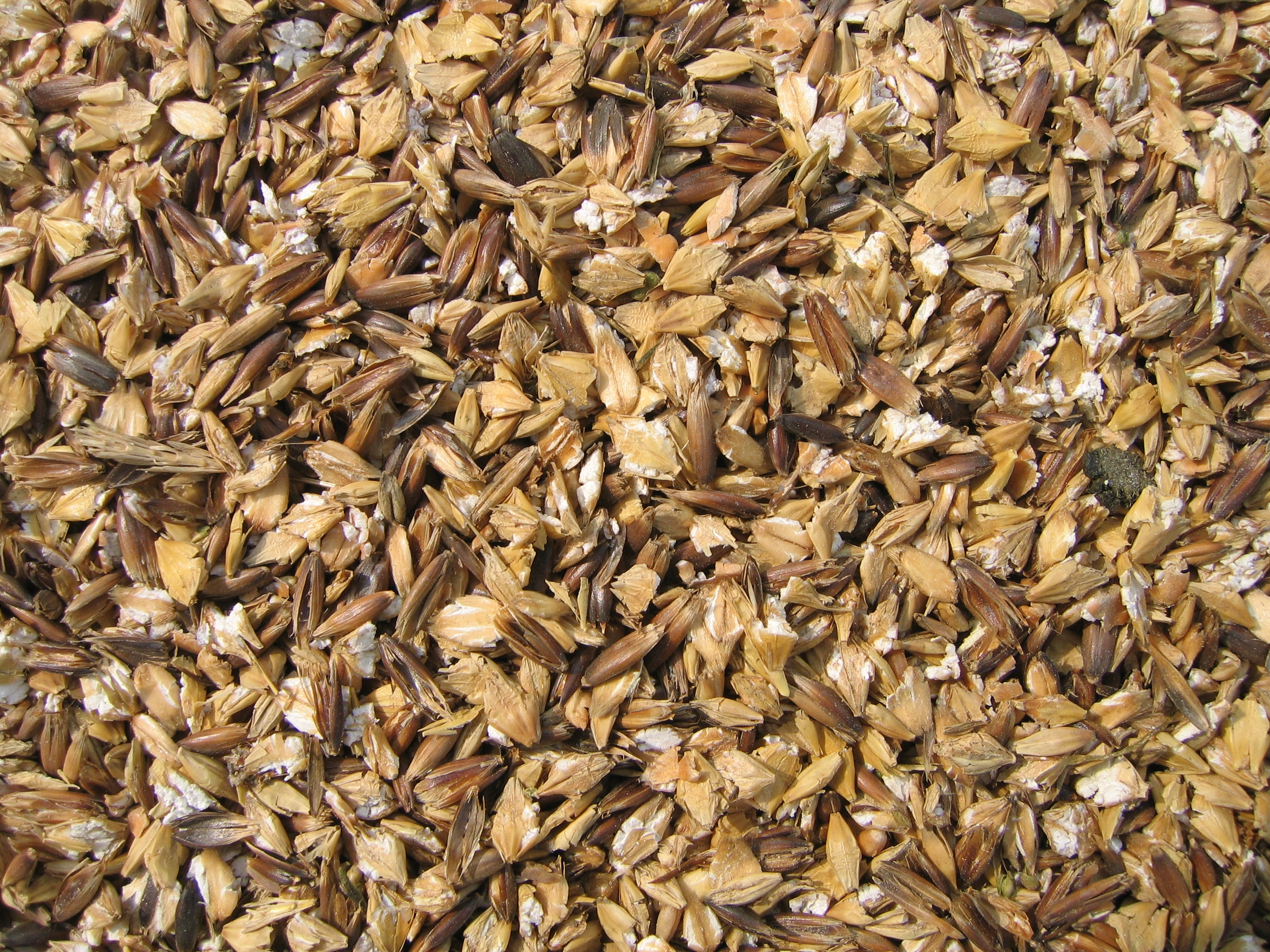
Cereali macinati usati come mangime per il bestiame.

Gran parte della produzione mondiale viene utilizzata per l'alimentazione del bestiame: nei paesi sviluppati, il 56% del consumo di cereali avviene nei mangimi per bestiame, il 23% nei paesi in via di sviluppo.
Praticamente tutti i cereali vengono utilizzati nell'alimentazione animale, compreso il grano, tradizionalmente riservato agli uomini, in varie forme:
- grano intero;
- in grano schiacciato e incorporato nel mangime
- piante intere, raccolte prima della maturità, sotto forma di insilato: mais e sorgo.

Oltre al grano, alcuni cereali forniscono anche foraggio e paglia.

### Usi industriali
Alcuni degli usi dei cereali nell'industria sono i seguenti:
- Produzione di alcol etilico e bevande alcoliche per fermentazione e distillazione: acquavite, birra, gin, sakè, vodka, whisky, ecc.
- Il glutine è molto richiesto in tutto il mondo, principalmente dall'industria alimentare ma anche da altre tipologie, grazie al suo basso costo economico e alle sue proprietà viscoelastiche e adesive uniche.[17] Oltre a essere presente nella stragrande maggioranza degli alimenti trasformati in commercio (come addensante o legante, sotto forma di contaminazione incrociata o addirittura adulterazione)[18]. Viene anche utilizzato nella produzione di prodotti farmaceutici (compresi farmaci da prescrizione e da banco, gargarismi e collutori, integratori vitaminici e minerali, prodotti medicinali a base di erbe, integratori alimentari, bende adesive, nastri medici e strisce adesive) prodotti cosmetici e per la cura della persona (rossetti, balsami e lucidalabbra, dentifricio, collutori, prodotti per la cura della pelle e dei capelli, ecc.), mangimi e alimenti per animali da fattoria e animali domestici, shampoo per cani e pasta da modellare per bambini (come Play-Doh), tra gli altri.[17][24][25]
- Derivati di amido, sciroppi, destrosio, destrine, polioli, principalmente da mais, e utilizzati nella fabbricazione di prodotti alimentari, carta, farmaceutici e in diversi settori industriali.
- La paglia ha diversi utilizzi, una volta raccolta, viene utilizzata come lettiera per il bestiame, per fare il compost per la coltivazione dei funghi e anche per produrre energia bruciandola. Ci sono stati tentativi di produrre pasta di carta, ma è economicamente più redditizio utilizzare alcuni tipi di legno come l'eucalipto. Non è possibile ottenere etanolo in quanto non contiene amido e non è possibile effettuare fermentazione alcolica. Dove è possibile ottenere il biocarburante, l'etanolo è dal grano. A causa della probabilità di incendi boschivi, non è consentito bruciare le stoppie o parte della canna che rimane a terra dopo la raccolta e la raccolta della paglia. Questa pratica ha permesso l'apporto di minerali al suolo, soprattutto azoto attraverso le ceneri.

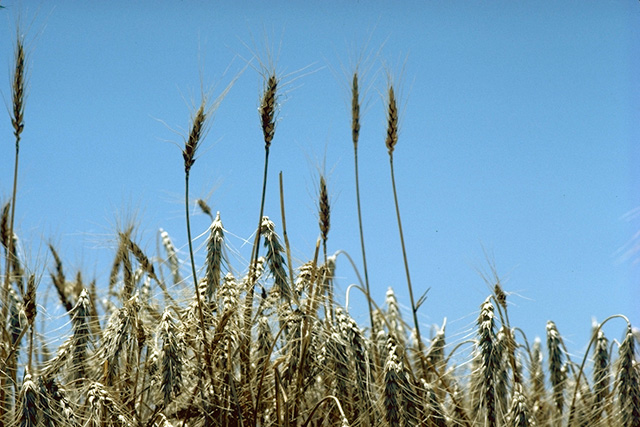
Piantagione di frumento

## Coltivazione
Anche se ogni specie di cereali ha le proprie caratteristiche, la metodologia di coltivazione è quasi uguale per tutte. Sono piante annuali, di conseguenza fioriscono, producono frutti e muoiono.
Frumento, segale, triticale, avena, orzo e farro sono i cereali della stagione fredda. Sono robusti e preferiscono climi moderati; cessano di crescere in climi caldi. I cereali della stagione calda (es. miglio e sorgo) sono più delicati e preferiscono climi caldi.
L'orzo e la segale sono i cereali più resistenti, capaci di sopravvivere agli inverni rigidi della Siberia.
Molti cereali della stagione fredda crescono tuttavia anche ai tropici, altri solo nelle più fredde zone montuose, dove è possibile più di un raccolto in un anno.

### Semina

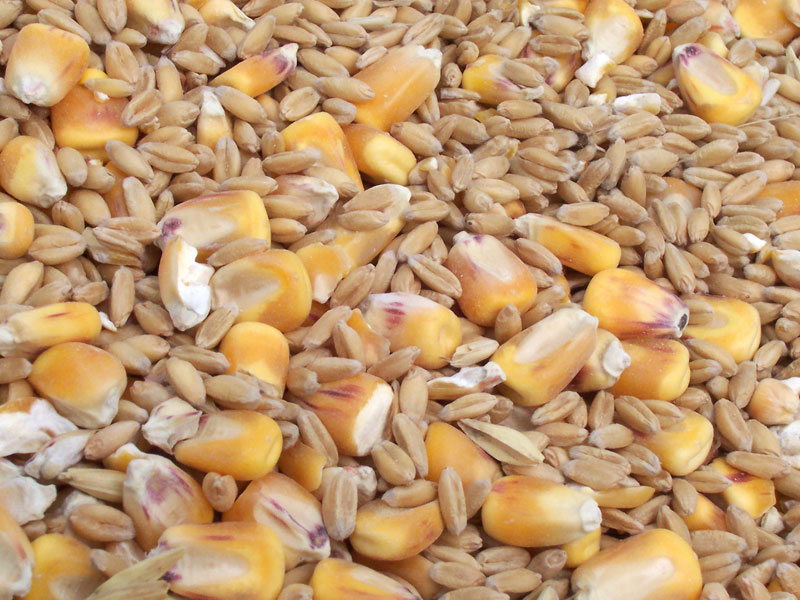
Chicchi di diversi tipi di cereali

I cereali della stagione calda crescono nelle pianure tropicali tutto l'anno e nelle zone a clima temperato durante i periodi meno freddi.
Il riso si coltiva in campi allagati nonostante in qualche caso cresca anche in zone asciutte. Altri cereali da clima caldo, come il sorgo, crescono nei climi aridi.
I cereali della stagione fredda crescono spesso in climi temperati. La maggior parte delle varietà di una particolare specie sono entrambi tipi da inverno e primavera. Le varietà invernali vengono seminate in autunno, germinano e si sviluppano, poi diventano dormienti durante l'inverno. Riprenderanno a crescere durante la primavera per maturare a inizio estate. Ciò consente un ottimale utilizzo dell'acqua e libera la terra per un'altra coltivazione. La varietà invernale non fiorisce fino alla primavera poiché necessita di esposizione a basse temperature per una lunghezza di tempo geneticamente determinata. Dove gli inverni sono caldi, gli agricoltori coltivano le varietà più adatte alla primavera. I cereali della stagione primaverile vengono seminati all'inizio della primavera per maturare più tardi la stessa estate. Richiedono più irrigazione ma producono meno raccolto rispetto al tipo invernale. Nei paesi freddi come il Canada, e nelle zone fredde della Russia, la semina di tipo invernale sfrutta la neve come coperta durante l'inverno e come acqua nel periodo primaverile, garantendo così raccolti abbondanti.

### Raccolto

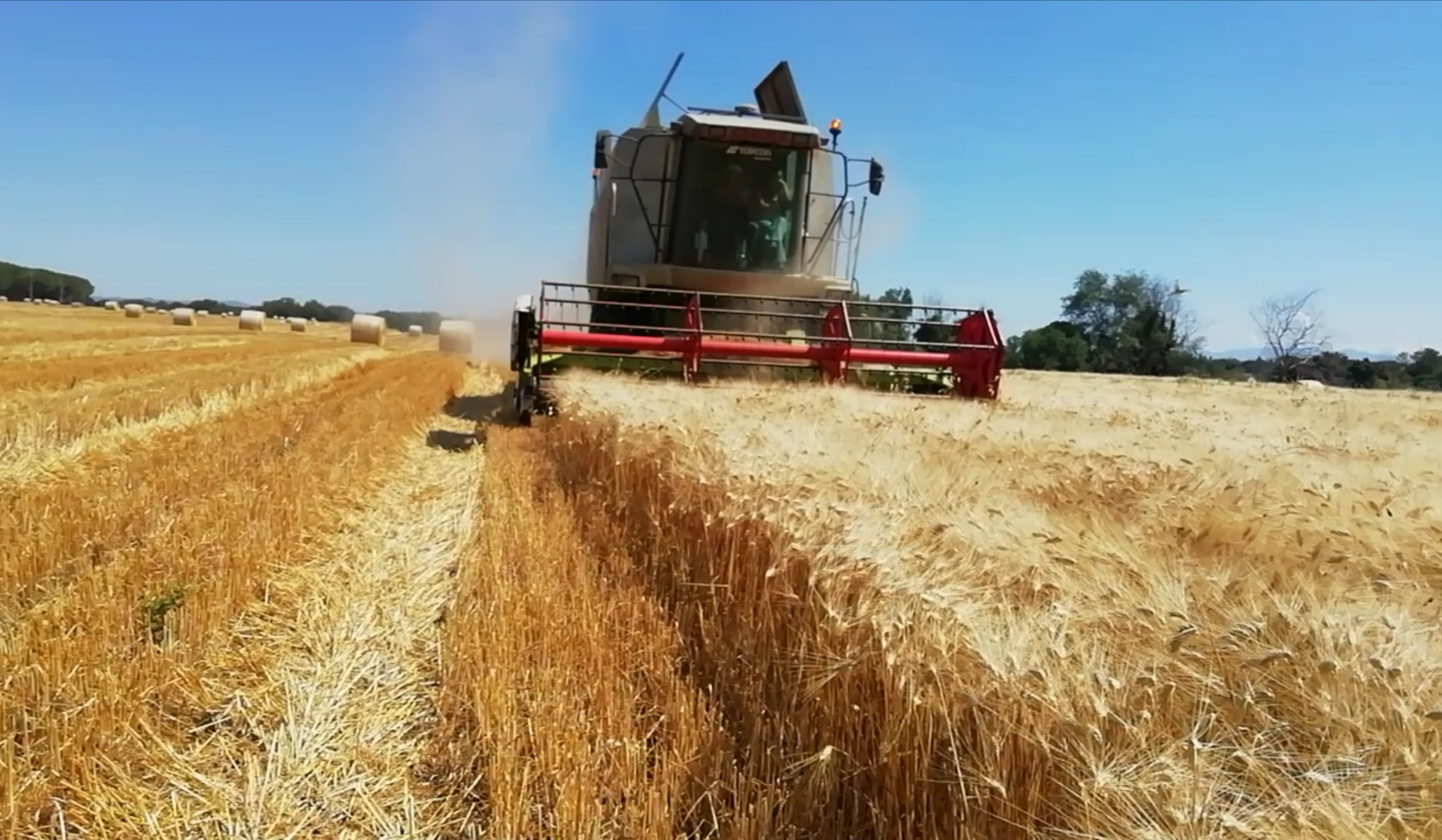
Mietitrebbiatrice Claas 405

Avviene dopo che i cereali abbiano prodotto i semi e completato il ciclo vitale, non appena sia la pianta sia i semi diventano abbastanza secchi.
Nelle zone sviluppate il raccolto viene agevolato da appositi macchinari. La mietitrebbia taglia, trebbia e setaccia il campo in un solo passaggio.
Nei paesi in via di sviluppo vengono usati in alcuni casi le mietilegatrici, ma anche metodi manuali con l'impiego di falci.
Se la raccolta viene fatta in condizioni meteorologiche umide, il grano potrebbe non essere asciutto adeguatamente per garantirne la conservazione. In questi casi si ricorre all'essiccazione artificiale.
Nei paesi industrializzati gli agricoltori di solito conferiscono il grano in centri di raccolta che conservano le granaglie in sili, costruzioni cilindriche per l'immagazzinamento.
I centri di raccolta eseguono di regola una pre-pulitura del seme prima dell'essiccazione e dello stoccaggio in sili verticali o in magazzini orizzontali.
Il passaggio successivo è quasi sempre il conferimento a impianti di macinazione.

## Filiera di lavorazione
I cereali annuali muoiono quando hanno prodotto i semi e seccano. La raccolta inizia quando le piante e i semi sono sufficientemente asciutti. La raccolta nei sistemi agricoli meccanizzati avviene tramite mietitrebbiatrice, una macchina che attraversa il campo in un unico passaggio in cui taglia gli steli e poi trebbia e sbrama il cereale. Nei sistemi agricoli tradizionali, soprattutto nei paesi in via di sviluppo, la raccolta può essere effettuata manualmente, utilizzando strumenti come le falci. Le parti rimanenti della pianta possono essere lasciate decomporsi o raccolte come paglia; questa può essere utilizzato per la lettiera degli animali, la pacciamatura o come terreno di coltura per i funghi.
Se i cereali non sono completamente asciutti al momento del raccolto, ad esempio quando il tempo è piovoso, il grano immagazzinato verrà rovinato da muffe come Aspergillus e Penicillium. Ciò può essere evitato essiccandolo artificialmente. Può quindi essere immagazzinato in un silo, per essere venduto successivamente. È necessario costruire depositi di grano per proteggere il grano dai danni causati da parassiti come uccelli granivori e roditori.
Quando il cereale è pronto per essere distribuito, viene venduto a un impianto di produzione che rimuove prima gli strati esterni del chicco per la successiva macinazione (per produrre farina) o altre fasi di lavorazione, per produrre alimenti come, fiocchi d'avena o orzo perlato. Nei paesi in via di sviluppo la lavorazione può essere tradizionale, in laboratori artigianali, come avviene per la produzione delle tortilla in America Centrale.
La maggior parte dei cereali può essere lavorata in vari modi. La lavorazione del riso, ad esempio, può creare riso integrale o brillato o farina di riso. La rimozione del germe aumenta la longevità del grano immagazzinato. Alcuni cereali possono essere maltati, un processo di attivazione degli enzimi nel seme per provocare la germinazione che trasforma gli amidi complessi in zuccheri prima dell'essiccazione. Questi zuccheri possono essere estratti per usi industriali e ulteriori lavorazioni, come per la produzione di etanolo, birra, whisky, o vino di riso, o venduti direttamente come dolficicanti. Nel 20º secolo, i processi industriali si svilupparono attorno all'alterazione chimica dei cereali, da utilizzare per altri processi. In particolare, il mais può essere modificato per produrre additivi alimentari, come l'amido di mais.

## Produzione
La tabella seguente illustra le produzioni annuali in tonnellate per 2022, ordinate in modo decrescente.
| Cereale        | Produzione mondiale (milioni di tonnellate) | Note |
| Cereale        | 2022                                        | Note |
| -------------- | ------------------------------------------- | --- |
| Mais           | 1163,5                                      | Uno dei principali cibi delle popolazioni del Nord America, Sud America e Africa e del bestiame di tutto il mondo. Buona parte del mais è utilizzato per scopi diversi dall'alimentazione umana.                      |
| Frumento       | 808,4                                       | Un gruppo di cereali distinti (grano tenero, grano duro, farro, ecc.); è usato in tutto il mondo ed è il tipo di cereali più importante nelle regioni temperate (in particolare in Nord America, Europa e Australia). |
| Riso           | 776,5                                       | Il cereale principale per le regioni a clima tropicale. |
| Orzo           | 154,9                                       | Utilizzato come mangime per il bestiame e nella produzione della birra; può essere coltivato in terre troppo povere o troppo fredde per il frumento.                                                                  |
| Sorgo          | 57,6                                        | Importante alimento in Asia e Africa. Nutrimento per il bestiame in tutto il mondo. |
| Miglio         | 30,9                                        | Un gruppo di cereali simili ma distinti che rappresenta un'importante fonte di nutrimento in Asia e Africa. |
| Avena          | 26,4                                        | Utilizzato in zone fredde, un tempo alimento fondamentale in Scozia. Utilizzato come mangime per il bestiame. |
| Triticale      | 14,2                                        | Ibrido di frumento e segale. Cresce in modo simile alla segale. |
| Segale         | 13,1                                        | Importante nelle zone a clima freddo. |
| Grano saraceno | 2,2                                         | Pseudocereale usato in Europa e Asia. Usato cotto in chicchi o macinato per le frittelle o pasta. |
| Fonio          | 0,7                                         | Diverse varietà sono coltivate in Africa per l'alimentazione. |
| Quinoa         | 0,2                                         | Antico pseudocereale delle Ande. |

## Cautele e rischi per la salute
I cereali moderni sono il risultato della selezione effettuata durante la cosiddetta rivoluzione verde (seconda metà del XX secolo), con l'obiettivo di ottenere varietà ad alto rendimento. Le procedure sviluppate hanno avuto molto successo nell'aumentare la produzione, ma non è stata data sufficiente rilevanza alla qualità nutrizionale, con il risultato di cereali con proteine di bassa qualità e alto contenuto di carboidrati. Il consumo eccessivo può portare allo sviluppo di un gran numero di malattie croniche, tra cui diabete mellito di tipo 2, ipertensione, cardiopatia, sovrappeso e obesità. Alcune prove indicano che il consumo di cereali non raffinati (cereali integrali) può essere utile nella prevenzione del diabete di tipo 2, malattie cardiovascolari e cancro del colon-retto.
Alcuni cereali contengono un insieme di proteine, il glutine, che aiuta a fornire elasticità agli impasti utilizzati per fare il pane e altri prodotti di pasticceria. Questi includono grano, avena, orzo e segale e tutte le loro varietà e ibridi come farro, khorasan e triticale. Il consumo di questi cereali può portare allo sviluppo di celiachia, sensibilità al glutine non celiaca, allergia al grano, dermatite erpetiforme, atassia da glutine, e vari disturbi neurologici che possono svilupparsi anche se non c'è alcun tipo di danno o infiammazione a livello intestinale, cioè sia nei pazienti celiaci sia non celiaci. Praticamente tutti i casi reali rimangono non riconosciuti, non diagnosticati e non trattati. Allo stesso modo, il glutine è uno dei fattori più potenti che provocano un aumento della permeabilità intestinale, che è coinvolta nello sviluppo di malattia autoimmune, tumori, malattie del sistema nervoso, malattie infiammatorie, infezioni, allergie e asma.
L'evidenza storica e archeologica mostra che prima della rivoluzione agricola neolitica (VIII millennio a.C.), l'uomo in generale non mostrava segni o sintomi di malattie croniche e che, in coincidenza con l'inclusione dei cereali nella dieta, c'è stata una serie di conseguenze negative per la salute, molte delle quali sono ancora presenti oggi. Queste includono molteplici carenze nutrizionali, come l'anemia sideropenica, disturbi minerali che colpiscono sia le ossa (osteopenia, osteoporosi, rachitismo) sia i denti (ipoplasia dello smalto dentale, carie dentale) e un'alta incidenza di disturbi neurologici, disturbo mentale, obesità, diabete di tipo 2, aterosclerosi e altre malattie croniche o degenerative.